# Народен музей в Крагуевац
Народният музей в Крагуевац е културна институция за миналото, характера и бита на населението от общините Крагуевац, Баточина, Лапово, Рача и Книч.

## История
Златното време на музея е в периода 1818-1841 г., когато в новосъздадения град в началото на 19 век е заседавала Старата скупщина. Сред забележителностите на музея е къщата на Светозар Маркович.
Народният музей на Крагуевац е учреден като Шумадийски музей в Крагуевац през пролетта на 1942 г., когато Шумадия по силата на тайното българо-германско споразумение влиза в зоната на „окупация“ на Българската армия.
Днешният музей е основан след възстановяването на Югославия на 1 юни 1949 г. Има 6 тематични сбирки – природна, историческа, археологическа, нумизматическа, етноложка и художествена.
Музеят още от основаването му се помещава в т.нар. Амичин конак. Днешният музей е с разширен регионален обхват от 1953 г. за 11 тогавашни сръбски общини от Шумадия, Поморавието и Рашка област, а впоследствие обхватът му е ограничен само до Шумадия.

## Сбирки
Археологическа
- Праисторическа
- Класическа
- Средновековна

Етноложка
- Животновъдство
- Земеделие
- Текстил
- Народни носии
- Лули и прибори за пушене
- Музикални инструменти
- Покъщнина и изделия за бита
- Стопански инструменти
- Занаяти и търговия
- Градски облекла
- Етноложка фотодокументация
- Писмени документи
- Предмети на духовната култура

Историческа сбирка
- Исторически предмети
- Нумизматика
- Революционна публицистика и печатни издания
- Листовки, декларации, плакати и исторически карти
- Копирани архивни документи
- Снимки и пощенски картички
- Оригинални архивни документи
- Нотни книги с музикални текстове
- Мемоарни материали
- Фото и видео записи

Историческо-художествена сбирка
- Икони
- Чужди автори
- Сръбска живопис от 19 век
- Сръбска живопис от първата половина на 20 век
- Съвременна сръбска живопис
- Скулптура
- Графика и скици
- Приложно изкуство